# Diplophos rebainsi
Diplophos rebainsi es una especie de pez del género Diplophos.

## Descripción
Cuenta con 11-13 radios blandos dorsales, 47-53 radios blandos anales, 74-77 vértebras, 12-13 branquiespinas, ausencia de espinas dorsales y anales. Presenta dientes diminutos y fotóforos a lo largo del cuerpo. La coloración de la cabeza es oscura, varía de gris a marrón negruzco. Los flancos son amarillentos con algunas marcas oscuras, las aletas no presentan color. La forma del cuerpo es muy similar a la de una anguila, alargado. En cuanto a tamaño, cuenta con 25 cm de longitud (9,84 pulgadas).

## Distribución
La especie se distribuye por el Pacífico sudoccidental, en Nueva Zelanda, también en el Pacífico sudeste, en Chile. Reportada en el Atlántico sur, también en aguas australianas, en los estados de Tasmania y Victoria. Especie marina batipelágica cuyo rango de profundidad es 900-2000 m; los ejemplares juveniles por lo general se encuentran cerca de la superficie durante la noche.